# Wonju
Wonju (en coreano:원주, Romanización revisada: Wonju, léase: uánchu, literalmente: circunferencia) es la ciudad más poblada en la provincia de Gangwon al noroeste de la república de Corea del Sur. Está ubicada al suroeste de Seúl a unos 90 km (140 km en carretera 1.5 h en bus) y a 60 km al sur de Chuncheon. Su área es de 867,30 km² y su población total es de 354.458 habitantes.

## Administración
La ciudad de Wonju se divide en 16 distritos (dong), 8 municipios (myeon) y 1 villa (eup).[cita requerida]

## Clima
| Parámetros climáticos promedio de Wonju (1981−2010) | Parámetros climáticos promedio de Wonju (1981−2010) | Parámetros climáticos promedio de Wonju (1981−2010) | Parámetros climáticos promedio de Wonju (1981−2010) | Parámetros climáticos promedio de Wonju (1981−2010) | Parámetros climáticos promedio de Wonju (1981−2010) | Parámetros climáticos promedio de Wonju (1981−2010) | Parámetros climáticos promedio de Wonju (1981−2010) | Parámetros climáticos promedio de Wonju (1981−2010) | Parámetros climáticos promedio de Wonju (1981−2010) | Parámetros climáticos promedio de Wonju (1981−2010) | Parámetros climáticos promedio de Wonju (1981−2010) | Parámetros climáticos promedio de Wonju (1981−2010) | Parámetros climáticos promedio de Wonju (1981−2010) |
| Mes                                                 | Ene.                                                | Feb.                                                | Mar.                                                | Abr.                                                | May.                                                | Jun.                                                | Jul.                                                | Ago.                                                | Sep.                                                | Oct.                                                | Nov.                                                | Dic.                                                | Anual                                               |
| --------------------------------------------------- | --------------------------------------------------- | --------------------------------------------------- | --------------------------------------------------- | --------------------------------------------------- | --------------------------------------------------- | --------------------------------------------------- | --------------------------------------------------- | --------------------------------------------------- | --------------------------------------------------- | --------------------------------------------------- | --------------------------------------------------- | --------------------------------------------------- | --------------------------------------------------- |
| Temp. máx. media (°C)                               | 1.7                                                 | 5.0                                                 | 11.1                                                | 19.0                                                | 23.9                                                | 27.6                                                | 29.3                                                | 30.0                                                | 25.7                                                | 19.8                                                | 11.5                                                | 4.4                                                 | 17.4                                                |
| Temp. media (°C)                                    | −4.3                                                | −1.2                                                | 4.7                                                 | 11.8                                                | 17.3                                                | 21.8                                                | 24.6                                                | 24.8                                                | 19.5                                                | 12.6                                                | 5.2                                                 | −1.4                                                | 11.3                                                |
| Temp. mín. media (°C)                               | −9.5                                                | −6.6                                                | −1.1                                                | 4.8                                                 | 11.1                                                | 16.5                                                | 20.8                                                | 20.9                                                | 14.7                                                | 6.9                                                 | 0.0                                                 | −6.2                                                | 6.0                                                 |
| Precipitación total (mm)                            | 22.0                                                | 26.3                                                | 51.6                                                | 66.7                                                | 93.5                                                | 140.1                                               | 362.2                                               | 290.1                                               | 173.4                                               | 50.1                                                | 43.5                                                | 24.1                                                | 1343.6                                              |
| Días de precipitaciones (≥ 0.1 mm)                  | 7.4                                                 | 7.0                                                 | 9.2                                                 | 8.1                                                 | 8.9                                                 | 10.4                                                | 16.6                                                | 14.8                                                | 9.0                                                 | 6.1                                                 | 8.1                                                 | 8.0                                                 | 113.6                                               |
| Horas de sol                                        | 162.4                                               | 165.1                                               | 189.3                                               | 213.0                                               | 221.0                                               | 194.1                                               | 146.8                                               | 169.4                                               | 174.7                                               | 186.9                                               | 149.0                                               | 153.0                                               | 2124.6                                              |
| Humedad relativa (%)                                | 66.9                                                | 64.2                                                | 61.6                                                | 58.4                                                | 64.1                                                | 70.3                                                | 78.5                                                | 78.1                                                | 76.0                                                | 73.2                                                | 70.9                                                | 69.2                                                | 69.3                                                |
| Fuente: Korea Meteorological Administration         |                                                     |                                                     |                                                     |                                                     |                                                     |                                                     |                                                     |                                                     |                                                     |                                                     |                                                     |                                                     |                                                     |

## Demografía
Según los datos del censo coreano, esta es la población de Wonju en los últimos años.
| 1997    | 2002    | 2007    | 2012    | 2017    |
| ------- | ------- | ------- | ------- | ------- |
| 255.259 | 277.987 | 301.101 | 326.321 | 344.614 |

## Ciudades hermanas
- Roanoke, EE. UU.
- Edmonton, Canadá.
- Yantai, República Popular China.
- Hefei, República Popular China.
- Ichikawa, Japón.
- Belfast, Reino Unido.